# 溫布賴爾峰
46°33′3″N 10°24′57″E / 46.55083°N 10.41583°E

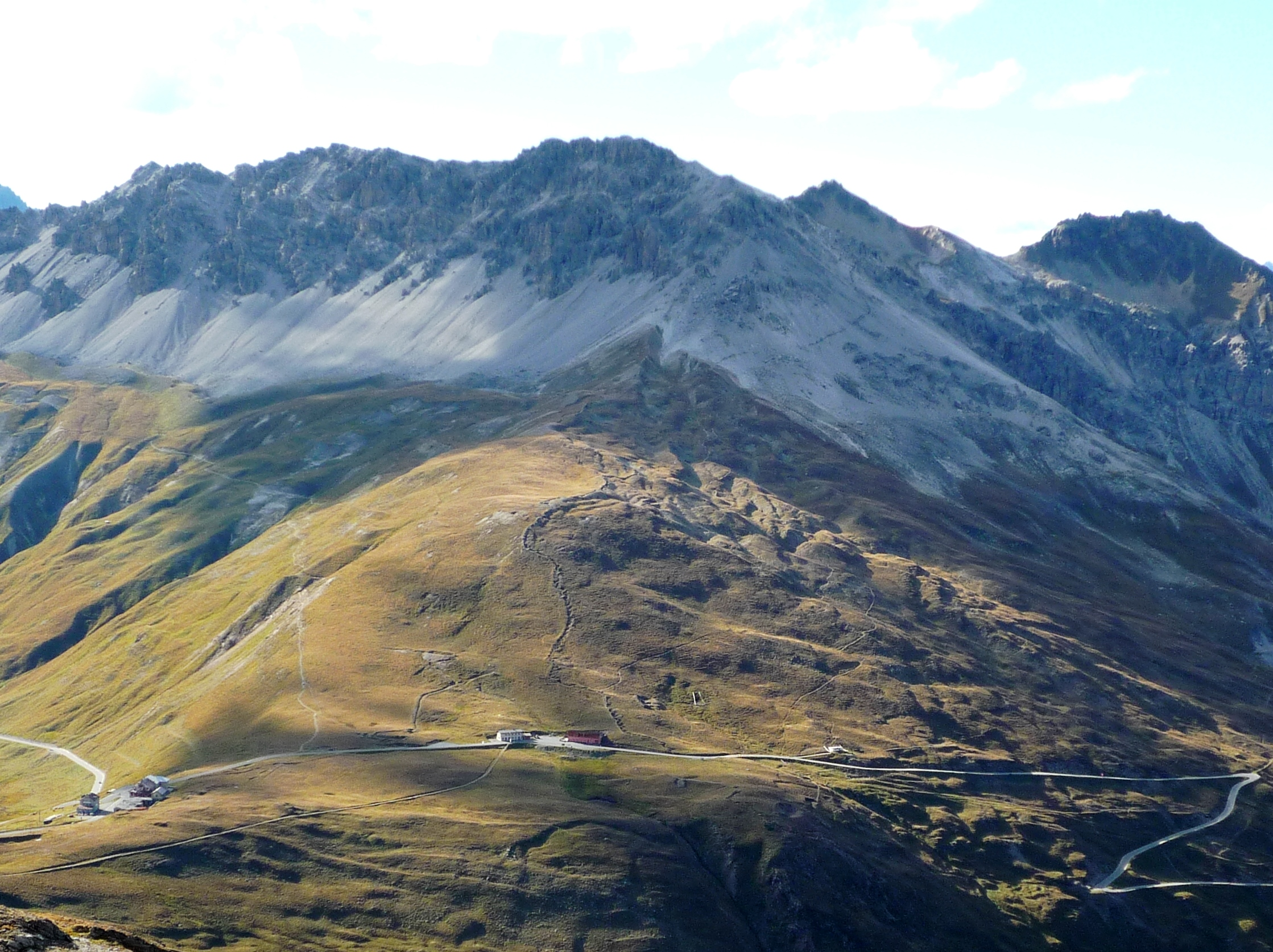

溫布賴爾峰，是南歐的山峰，位於瑞士和意大利接壤的邊境，屬於奥特莱斯山的一部分，海拔高度3,033米，每年平均降雨量1,367毫米。